# Yavarí-floden
Yavarí-floden (spansk: Río Yavarí) er en 1.184 km biflod til Amazonfloden, beliggende i det østlige Peru og vestlige Brasilien. 
7°06′51″S 73°48′04″V / 7.1142°S 73.8012°V